# Tweede Kamerverkiezingen in het kiesdistrict Leeuwarden (1850-1888)
Tweede Kamerverkiezingen in het kiesdistrict Leeuwarden (1850-1888) geeft een overzicht van verkiezingen voor de Nederlandse Tweede Kamer in het kiesdistrict Leeuwarden in de periode 1850-1888.
Het kiesdistrict Leeuwarden was al ingesteld in 1848. De indeling van het kiesdistrict werd in 1850 gewijzigd bij de invoering van de Kieswet. Tot het kiesdistrict behoorden vanaf dat moment de volgende gemeenten: Barradeel, Bolsward, Franeker, Franekeradeel, Harlingen, het Bildt, Leeuwarden, Leeuwarderadeel, Menaldumadeel, Tietjerksteradeel en Wonseradeel. 
In 1859 werd de indeling van het kiesdistrict gewijzigd. De gemeente Tietjerksteradeel werd toegevoegd aan het kiesdistrict Dokkum.
In 1869 werd de indeling van het kiesdistrict wederom gewijzigd. De gemeenten Bolsward en Wonseradeel werden toegevoegd aan het kiesdistrict Sneek. Een gedeelte van het kiesdistrict Sneek (de gemeenten Baarderadeel en Idaarderadeel) werd toegevoegd aan het kiesdistrict Leeuwarden.
In 1878 werd de indeling van het kiesdistrict wederom gewijzigd. De gemeente Het Bildt werd toegevoegd aan het kiesdistrict Dokkum.
Het kiesdistrict Leeuwarden was in deze periode een meervoudig kiesdistrict: het vaardigde twee leden af naar de Tweede Kamer. Om de twee jaar trad een van de leden af; er werd dan een periodieke verkiezing gehouden voor de vrijgevallen zetel. Bij algemene verkiezingen (na ontbinding van de Tweede Kamer) bracht elke kiezer twee stemmen uit. Om in de eerste verkiezingsronde gekozen te worden moest een kandidaat minimaal de districtskiesdrempel behalen; indien nodig werd een tweede ronde gehouden.
Legenda
- cursief: in de eerste verkiezingsronde geplaatst voor de tweede ronde;
- vet: gekozen als lid van de Tweede Kamer.

## 27 augustus 1850
De verkiezingen waren algemene verkiezingen; zij werden gehouden na ontbinding van de Tweede Kamer na inwerkingtreding van de Kieswet.
|                         | 27 augustus | 11 september |
| ----------------------- | ----------- | ------------ |
| Kiesgerechtigden        | 2.884       | 2.884        |
| Opkomst                 | 1.540       | 1.256        |
| Geldige stemmen         | 3.062       | 1.224        |
| Blanco stemmen          | 8           | 3            |
| Kiesdrempel             | 766         | 612          |
| Kandidaten              |             |              |
| J. Dirks                | 925         |              |
| W.R. van Hoëvell        | 707         | 1.055        |
| A.F. Jongstra           | 542         | 169          |
| S. van Heemstra         | 479         |              |
| G. Groen van Prinsterer | 110         |              |
| Æ. Mackay               | 101         |              |
| H. van der Kooi         | 29          |              |

## 15 oktober 1850
Wolter van Hoëvell was gekozen bij de verkiezingen van 27 augustus 1850. Hij was echter ook gekozen in het kiesdistrict Almelo, waarvoor hij opteerde. Om in de ontstane vacature te voorzien werd in Leeuwarden een naverkiezing gehouden. 
|                  | 15 oktober |
| ---------------- | ---------- |
| Kiesgerechtigden | 2.884      |
| Opkomst          | 867        |
| Geldige stemmen  | 853        |
| Blanco stemmen   | 8          |
| Kandidaten       |            |
| A. Ypey          | 707        |
| Æ. Mackay        | 54         |

## 15 april 1852
Adolph Ypeij, gekozen bij de verkiezingen van 15 oktober 1850, trad op 19 maart 1852 af vanwege zijn benoeming als advocaat-generaal bij het Provinciaal Gerechtshof te Leeuwarden.. Om in de ontstane vacature te voorzien werd een tussentijdse verkiezing gehouden.
|                               | 15 april | 29 april |
| ----------------------------- | -------- | -------- |
| Kiesgerechtigden              | 2.884    | 2.884    |
| Opkomst                       | 1.021    | 1.166    |
| Geldige stemmen               | 1.014    | 1.161    |
| Blanco stemmen                | 4        | 1        |
| Kandidaten                    |          |          |
| J. Bieruma Oosting            | 413      | 594      |
| S.A. Verweij                  | 409      | 567      |
| J.F. van Reede van Oudtshoorn | 122      |          |

## 8 juni 1852
De verkiezingen waren periodieke verkiezingen; zij werden gehouden vanwege de afloop van de zittingstermijn van een gekozen lid.
|                         | 8 juni | 22 juni |
| ----------------------- | ------ | ------- |
| Kiesgerechtigden        | 2.963  | 2.963   |
| Opkomst                 | 1.615  | 1.806   |
| Geldige stemmen         | 1.608  | 1.793   |
| Blanco stemmen          | 7      | 9       |
| Kandidaten              |        |         |
| S.A. Verweij            | 678    | 927     |
| J. Bieruma Oosting      | 569    | 866     |
| G. Groen van Prinsterer | 330    |         |

## 17 mei 1853
De verkiezingen waren algemene verkiezingen; zij werden gehouden na ontbinding van de Tweede Kamer.
|                    | 17 mei |
| ------------------ | ------ |
| Kiesgerechtigden   | 2.971  |
| Opkomst            | 1.764  |
| Geldige stemmen    | 3.507  |
| Blanco stemmen     | 17     |
| Kiesdrempel        | 877    |
| Kandidaten         |        |
| J. Dirks           | 1.293  |
| J. Bieruma Oosting | 1.158  |
| S.A. Verweij       | 455    |
| J.R. Thorbecke     | 439    |

## 13 juni 1854
De verkiezingen waren periodieke verkiezingen; zij werden gehouden vanwege de afloop van de zittingstermijn van een gekozen lid.
|                                | 13 juni |
| ------------------------------ | ------- |
| Kiesgerechtigden               | 2.971   |
| Opkomst                        | 1.394   |
| Geldige stemmen                | 1.386   |
| Blanco stemmen                 | 7       |
| Kandidaten                     |         |
| J. Bieruma Oosting             | 786     |
| J.P.P. van Zuylen van Nijevelt | 554     |

## 10 juni 1856
De verkiezingen waren periodieke verkiezingen; zij werden gehouden vanwege de afloop van de zittingstermijn van een gekozen lid.
|                  | 10 juni |
| ---------------- | ------- |
| Kiesgerechtigden | 3.127   |
| Opkomst          | 1.042   |
| Geldige stemmen  | 1.026   |
| Blanco stemmen   | 11      |
| Kandidaten       |         |
| J. Dirks         | 551     |
| S.A. Verweij     | 428     |

## 11 mei 1858
Jan Bieruma Oosting, gekozen bij de verkiezingen van 13 juni 1854, trad op 15 april 1858 af vanwege zijn zijn benoeming als kantonrechter te Heerenveen. Om in de ontstane vacature te voorzien werd een tussentijdse verkiezing gehouden.
|                                 | 11 mei | 25 mei |
| ------------------------------- | ------ | ------ |
| Kiesgerechtigden                | 3.152  | 3.152  |
| Opkomst                         | 844    | 1.232  |
| Geldige stemmen                 | 831    | 1.224  |
| Blanco stemmen                  | 10     | 6      |
| Kandidaten                      |        |        |
| W.H. Idzerda                    | 401    | 742    |
| J.B. Oosting                    | 382    | 482    |
| J.J. Bolman                     | 9      |        |
| S.W.H.A. van Beijma thoe Kingma | 9      |        |

## 8 juni 1858
De verkiezingen waren periodieke verkiezingen; zij werden gehouden vanwege de afloop van de zittingstermijn van een gekozen lid.
|                  | 8 juni |
| ---------------- | ------ |
| Kiesgerechtigden | 3.152  |
| Opkomst          | 1.499  |
| Geldige stemmen  | 1.488  |
| Blanco stemmen   | 6      |
| Kandidaten       |        |
| W.H. Idzerda     | 826    |
| J. Andreae       | 598    |

## 12 juni 1860
De verkiezingen waren periodieke verkiezingen; zij werden gehouden vanwege de afloop van de zittingstermijn van een gekozen lid.
|                              | 12 juni |
| ---------------------------- | ------- |
| Kiesgerechtigden             | 2.946   |
| Opkomst                      | 1.052   |
| Geldige stemmen              | 1.039   |
| Blanco stemmen               | 12      |
| Kandidaten                   |         |
| J. Dirks                     | 520     |
| J. Hessels Tacoma            | 500     |
| L. Britzel                   | 7       |
| M. Kingma                    | 5       |
| J.H. Albarda                 | 3       |
| J.M. van Beyma               | 1       |
| D. Perkema                   | 1       |
| S. Wybenga                   | 1       |
| Heerma van Beyma thoe Kingma | 1       |

## 30 oktober 1860
De verkiezing van 12 juni 1860 werd ongeldig verklaard vanwege geconstateerde onregelmatigheden. Om in de ontstane vacature te voorzien werd een naverkiezing gehouden.
|                   | 30 oktober |
| ----------------- | ---------- |
| Kiesgerechtigden  | 2.946      |
| Opkomst           | 1.670      |
| Geldige stemmen   | 1.656      |
| Blanco stemmen    | 10         |
| Kandidaten        |            |
| J. Dirks          | 839        |
| J. Hessels Tacoma | 786        |

## 10 juni 1862
De verkiezingen waren periodieke verkiezingen; zij werden gehouden vanwege de afloop van de zittingstermijn van een gekozen lid.
|                  | 10 juni |
| ---------------- | ------- |
| Kiesgerechtigden | 2.987   |
| Opkomst          | 1.487   |
| Geldige stemmen  | 1.477   |
| Blanco stemmen   | 6       |
| Kandidaten       |         |
| W.H. Idzerda     | 985     |
| S. van Heemstra  | 444     |

## 14 juni 1864
De verkiezingen waren periodieke verkiezingen; zij werden gehouden vanwege de afloop van de zittingstermijn van een gekozen lid.
|                             | 14 juni | 28 juni |
| --------------------------- | ------- | ------- |
| Kiesgerechtigden            | 3.020   | 3.020   |
| Opkomst                     | 1.389   | 1.630   |
| Geldige stemmen             | 1.378   | 1.619   |
| Blanco stemmen              | 4       | 6       |
| Kandidaten                  |         |         |
| J. Dirks                    | 570     | 935     |
| B. Brouwer                  | 442     | 684     |
| B.J.L. de Geer van Jutphaas | 315     |         |

## 15 november 1865
Wieger Idzerda, gekozen bij de verkiezingen van 10 juni 1862, trad op 1 november 1865 af vanwege zijn benoeming als inspecteur bij het Geneeskundig Staatstoezicht in Friesland en Groningen. Om in de ontstane vacature te voorzien werd een tussentijdse verkiezing gehouden.
|                             | 15 november | 29 november |
| --------------------------- | ----------- | ----------- |
| Kiesgerechtigden            | 3.063       | 3.063       |
| Opkomst                     | 1.348       | 1.573       |
| Geldige stemmen             | 1.297       | 1.561       |
| Blanco stemmen              | 6           | 12          |
| Kandidaten                  |             |             |
| J. Andreae                  | 354         | 820         |
| A. van Assen                | 359         | 741         |
| B.J.L. de Geer van Jutphaas | 293         |             |
| B. Brouwer                  | 284         |             |

## 12 juni 1866
De verkiezingen waren periodieke verkiezingen; zij werden gehouden vanwege de afloop van de zittingstermijn van een gekozen lid.
|                  | 12 juni |
| ---------------- | ------- |
| Kiesgerechtigden | 3.063   |
| Opkomst          | 1.613   |
| Geldige stemmen  | 1.603   |
| Blanco stemmen   | 6       |
| Kandidaten       |         |
| J. Andreae       | 851     |
| A. van Assen     | 681     |
| G.H. Betz        | 58      |

## 30 oktober 1866
De verkiezingen waren algemene verkiezingen; zij werden gehouden na ontbinding van de Tweede Kamer.
|                                        | 30 oktober |
| -------------------------------------- | ---------- |
| Kiesgerechtigden                       | 3.063      |
| Opkomst                                | 2.333      |
| Geldige stemmen                        | 4.641      |
| Blanco stemmen                         | 21         |
| Kiesdrempel                            | 1.160      |
| Kandidaten                             |            |
| J.K.H. de Roo van Alderwerelt          | 1.400      |
| S. Hingst                              | 1.389      |
| J. Andreae                             | 527        |
| J. Dirks                               | 514        |
| B.J.L. de Geer van Jutphaas            | 398        |
| U. van Schwartzenberg en Hohenlansberg | 383        |

## 22 januari 1868
De verkiezingen waren algemene verkiezingen; zij werden gehouden na ontbinding van de Tweede Kamer.
|                                        | 22 januari |
| -------------------------------------- | ---------- |
| Kiesgerechtigden                       | 3.132      |
| Opkomst                                | 2.289      |
| Geldige stemmen                        | 4.547      |
| Blanco stemmen                         | 23         |
| Kiesdrempel                            | 1.137      |
| Kandidaten                             |            |
| J.K.H. de Roo van Alderwerelt          | 1.293      |
| S. Hingst                              | 1.288      |
| J. Dirks                               | 677        |
| J. Binkes                              | 672        |
| B.J.L. de Geer van Jutphaas            | 310        |
| U. van Schwartzenberg en Hohenlansberg | 301        |

## 8 juni 1869
De verkiezingen waren periodieke verkiezingen; zij werden gehouden vanwege de afloop van de zittingstermijn van een gekozen lid.
|                             | 8 juni |
| --------------------------- | ------ |
| Kiesgerechtigden            | 2.887  |
| Opkomst                     | 1.708  |
| Geldige stemmen             | 1.697  |
| Blanco stemmen              | 10     |
| Kandidaten                  |        |
| S. Hingst                   | 1.230  |
| B.J.L. de Geer van Jutphaas | 414    |

## 13 juni 1871
De verkiezingen waren periodieke verkiezingen; zij werden gehouden vanwege de afloop van de zittingstermijn van een gekozen lid.
|                                        | 13 juni |
| -------------------------------------- | ------- |
| Kiesgerechtigden                       | 2.985   |
| Opkomst                                | 1.542   |
| Geldige stemmen                        | 1.536   |
| Blanco stemmen                         | 6       |
| Kandidaten                             |         |
| J.K.H. de Roo van Alderwerelt          | 1.074   |
| U. van Schwartzenberg en Hohenlansberg | 229     |
| J.E.A. van Panhuys                     | 179     |

## 10 juni 1873
De verkiezingen waren periodieke verkiezingen; zij werden gehouden vanwege de afloop van de zittingstermijn van een gekozen lid.
|                                        | 10 juni |
| -------------------------------------- | ------- |
| Kiesgerechtigden                       | 2.950   |
| Opkomst                                | 1.490   |
| Geldige stemmen                        | 1.485   |
| Blanco stemmen                         | 7       |
| Kandidaten                             |         |
| S. Hingst                              | 1.049   |
| U. van Schwartzenberg en Hohenlansberg | 395     |

## 29 september 1874
Jan de Roo van Alderwerelt, gekozen bij de verkiezingen van 13 juni 1871, trad op 1 september 1874 af vanwege zijn bevordering tot majoor der infanterie. Om in de ontstane vacature te voorzien werd een tussentijdse verkiezing gehouden.
|                               | 29 september |
| ----------------------------- | ------------ |
| Kiesgerechtigden              | 3.088        |
| Opkomst                       | 1.609        |
| Geldige stemmen               | 1.594        |
| Blanco stemmen                | 11           |
| Kandidaten                    |              |
| J.K.H. de Roo van Alderwerelt | 1.000        |
| C.J. de Bordes                | 396          |
| S. Vissering                  | 112          |
| J.E.A. van Panhuys            | 40           |

## 8 juni 1875
De verkiezingen waren periodieke verkiezingen; zij werden gehouden vanwege de afloop van de zittingstermijn van een gekozen lid.
|                               | 8 juni |
| ----------------------------- | ------ |
| Kiesgerechtigden              | 3.135  |
| Opkomst                       | 2.078  |
| Geldige stemmen               | 2.058  |
| Blanco stemmen                | 14     |
| Kandidaten                    |        |
| J.K.H. de Roo van Alderwerelt | 1.441  |
| C.J. de Bordes                | 547    |

## 12 juni 1877
De verkiezingen waren periodieke verkiezingen; zij werden gehouden vanwege de afloop van de zittingstermijn van een gekozen lid.
|                         | 12 juni |
| ----------------------- | ------- |
| Kiesgerechtigden        | 3.184   |
| Opkomst                 | 1.275   |
| Geldige stemmen         | 1.264   |
| Blanco stemmen          | 10      |
| Kandidaten              |         |
| S. Hingst               | 875     |
| A.F. de Savornin Lohman | 212     |
| F. Lieftinck            | 144     |

## 27 november 1877
Jan de Roo van Alderwerelt, gekozen bij de verkiezingen van 8 juni 1875, trad op 3 november 1877 af vanwege zijn vanwege zijn benoeming als bewindspersoon in het kabinet-Kappeyne van de Coppello. Om in de ontstane vacature te voorzien werd een tussentijdse verkiezing gehouden.
|                               | 27 november |
| ----------------------------- | ----------- |
| Kiesgerechtigden              | 3.184       |
| Opkomst                       | 1.639       |
| Geldige stemmen               | 1.625       |
| Blanco stemmen                | 9           |
| Kandidaten                    |             |
| J.K.H. de Roo van Alderwerelt | 1.079       |
| A. Kerdijk                    | 288         |
| A.F. de Savornin Lohman       | 240         |
| J.E.A. van Panhuys            | 40          |

## 28 januari 1879
Jan de Roo van Alderwerelt, gekozen bij de verkiezingen van 27 november 1877, overleed op 29 december 1878. Om in de ontstane vacature te voorzien werd een tussentijdse verkiezing gehouden.
|                  | 28 januari |
| ---------------- | ---------- |
| Kiesgerechtigden | 2.956      |
| Opkomst          | 1.436      |
| Geldige stemmen  | 1.420      |
| Blanco stemmen   | 15         |
| Kandidaten       |            |
| F. Lieftinck     | 736        |
| K. Eland         | 531        |
| L.G. Verwer      | 105        |

## 10 juni 1879
De verkiezingen waren periodieke verkiezingen; zij werden gehouden vanwege de afloop van de zittingstermijn van een gekozen lid.
|                         | 10 juni |
| ----------------------- | ------- |
| Kiesgerechtigden        | 3.018   |
| Opkomst                 | 1.762   |
| Geldige stemmen         | 1.719   |
| Blanco stemmen          | 40      |
| Kandidaten              |         |
| F. Lieftinck            | 1.240   |
| A.F. de Savornin Lohman | 380     |

## 14 juni 1881
De verkiezingen waren periodieke verkiezingen; zij werden gehouden vanwege de afloop van de zittingstermijn van een gekozen lid.
|                     | 14 juni |
| ------------------- | ------- |
| Kiesgerechtigden    | 3.092   |
| Opkomst             | 1.930   |
| Geldige stemmen     | 1.924   |
| Blanco stemmen      | 3       |
| Kandidaten          |         |
| S. Hingst           | 1.078   |
| J.A. Gerth van Wijk | 484     |
| J. Zaaijer          | 356     |

## 12 juni 1883
De verkiezingen waren periodieke verkiezingen; zij werden gehouden vanwege de afloop van de zittingstermijn van een gekozen lid.
|                         | 12 juni |
| ----------------------- | ------- |
| Kiesgerechtigden        | 3.059   |
| Opkomst                 | 1.863   |
| Geldige stemmen         | 1.850   |
| Blanco stemmen          | 8       |
| Kandidaten              |         |
| F. Lieftinck            | 1.258   |
| M.A. de Savornin Lohman | 587     |

## 28 oktober 1884
De verkiezingen waren algemene verkiezingen; zij werden gehouden na ontbinding van de Tweede Kamer.
|                           | 28 oktober |
| ------------------------- | ---------- |
| Kiesgerechtigden          | 3.072      |
| Opkomst                   | 2.142      |
| Geldige stemmen           | 4.240      |
| Blanco stemmen            | 34         |
| Kiesdrempel               | 1.060      |
| Kandidaten                |            |
| S. Hingst                 | 1.439      |
| F. Lieftinck              | 1.432      |
| U.H. Huber                | 661        |
| H. Pierson                | 632        |
| W.J. van Welderen Rengers | 53         |

## 15 juni 1886
De verkiezingen waren algemene verkiezingen; zij werden gehouden na ontbinding van de Tweede Kamer.
|                    | 15 juni |
| ------------------ | ------- |
| Kiesgerechtigden   | 3.247   |
| Opkomst            | 2.371   |
| Geldige stemmen    | 4.710   |
| Blanco stemmen     | 24      |
| Kiesdrempel        | 1.178   |
| Kandidaten         |         |
| F. Lieftinck       | 1.502   |
| J. Zaaijer         | 1.388   |
| U.H. Huber         | 642     |
| P.J. van Swinderen | 617     |
| V. Bruinsma        | 321     |
| P.C.F. Frowein     | 209     |

## 1 september 1887
De verkiezingen waren algemene verkiezingen; zij werden gehouden na ontbinding van de Tweede Kamer.
|                         | 1 september |
| ----------------------- | ----------- |
| Kiesgerechtigden        | 3.134       |
| Opkomst                 | 1.374       |
| Geldige stemmen         | 2.690       |
| Blanco stemmen          | 58          |
| Kiesdrempel             | 673         |
| Kandidaten              |             |
| F. Lieftinck            | 1.502       |
| J. Zaaijer              | 1.388       |
| U.H. Huber              | 309         |
| T. Heemskerk            | 294         |
| M.A. de Savornin Lohman | 76          |

## Voortzetting
Na de grondwetsherziening van 1887 werden de meervoudige kiesdistricten opgeheven; het kiesdistrict Leeuwarden werd derhalve omgezet in een enkelvoudig kiesdistrict. De gemeenten Baarderadeel, Franeker, Franekeradeel en Menaldumadeel werden toegevoegd aan het kiesdistrict Franeker en de gemeenten Barradeel en Harlingen aan het kiesdistrict Harlingen.